# Yoav Ben-Tzur

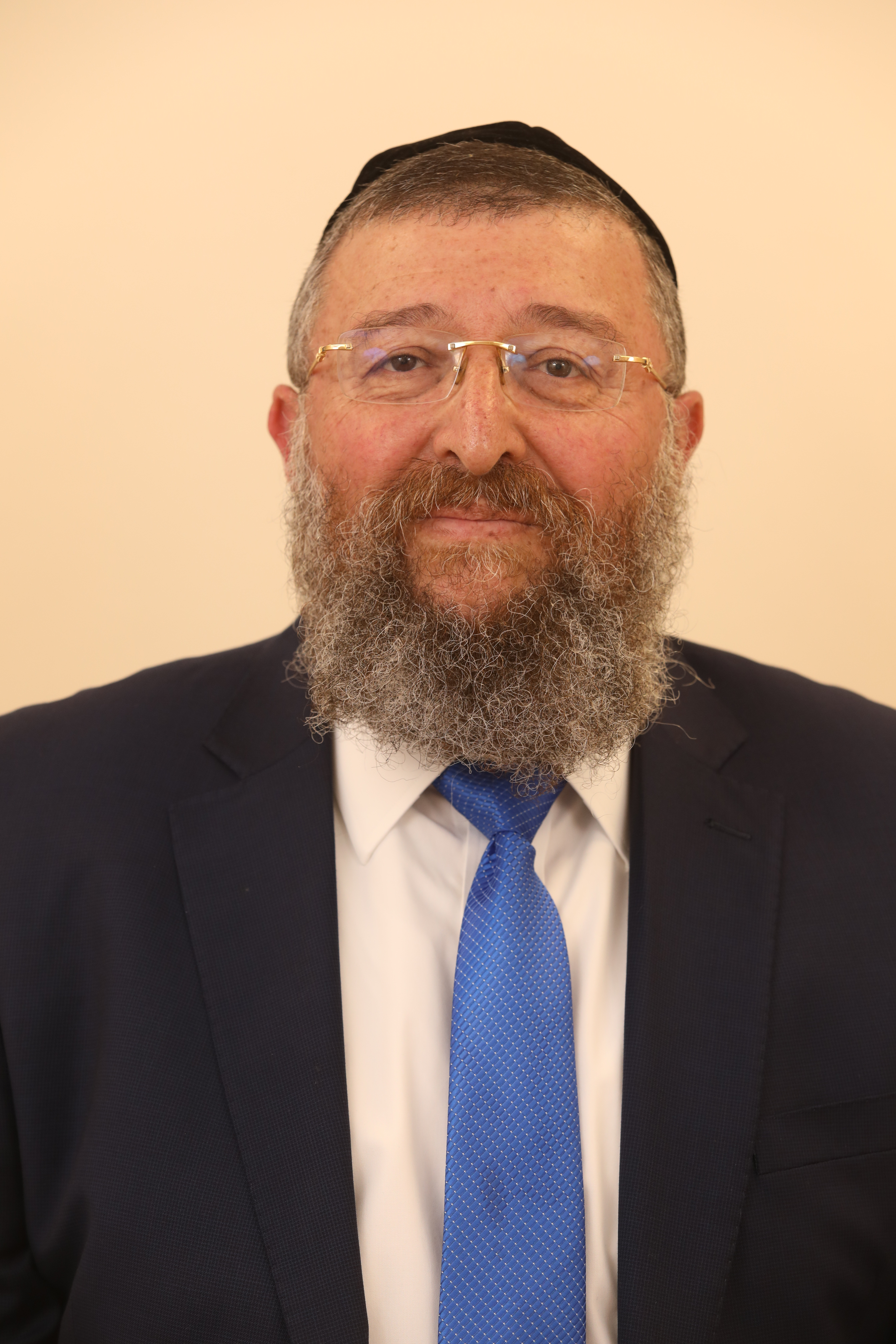
Yoav Ben-Tzur

Yoav Ben-Tzur (hebräisch יואב בן-צור‎, * 11. Juni 1958 in Kfar Saba) ist ein israelischer Politiker der Partei Schas und Rabbiner.

## Leben
Ben-Tzur studierte an der University of Manchester. Nach seinem Militärdienst war er als Lehrer und Rabbiner tätig sowie als Einwanderungsbeauftragter des Religionsministeriums. Ben-Tzur ist seit Juni 2014 Abgeordneter in der Knesset. Er ist verheiratet und hat sieben Kinder.